# هومدیل (آیداهو)
هومدیل (به انگلیسی: Homedale) شهری در شهرستان اوایهی ایالت آیداهو است که جمعیت آن در سرشماری سال ۲۰۱۰ میلادی ۲٬۶۳۳ نفر بوده است.

## موقعیت جغرافیایی
موقعیت جغرافیایی شهرها و مناطق اطراف به شرح زیر است: